# 聚爆：第零日
《聚爆：第零日》是一部台湾的動畫電影，在2015年11月，由雷亞遊戲舉辦的特映會上宣布製作前傳動畫並將於Kickstarter展開募資行動。《聚爆：第零日》是遊戲《聚爆》的前傳動畫，片長設定大概在90分鐘左右，背景在遊戲《聚爆》的20年前，时间是西元2179年。遊戲情節是故事一部份章節。
聚爆：第零日預計於 2018 年八月製作完成，但專案進度延宕，目前尚未更新完成時間。

## 外部連結
- 聚爆電影官方網頁 （页面存档备份，存于）
- Implosion Zero Day於Kickstarter
- 互联网电影数据库（IMDb）上《Implosion: Zero Day》的资料（英文）